# 赵善卿
赵善卿（1916年12月—1984年3月20日），曾用名赵章记，汉族，山西平陆人。

## 生平
1935年秋，从平陆县第一完小附设二年制简师班毕业后从教。1937年初，加入中国共产党领导的牺牲救国同盟会，同年5月投笔从戎，10月加入中国共产党。之后在军中担任基层指战员，参加过抗日战争和解放战争。1950年初随军进入云南，3月到达滇西地区，1950年4月至1951年8月任中国人民解放军第四兵团118团政委，后升任40师干部部副部长，同时在地方担任领导职务。1950年4月，任中共祥云县委书记、人民政府县长。1951年8月，赴任中共宾川县委书记。1953年1月，任中共大理地委副书记主持工作，兼任大理军分区第一政委。1957年3月，任中共德宏地委书记；1958年12月，任中共德宏州委书记处第二书记；1960年3月，任中共德宏州委书记处第一书记。1963年8月，任中共保山地委书记。其中1957年7月至1963年11月，兼任德宏州政协主席。1966年2月，调任中共云南省委边疆工作委员会副书记。“文革”中受到迫害。“文革”后期出任云南省农业局革委会主任，之后调任云南省农办副主任、云南省计划委员会副主任。1980年离休。1984年3月20日，因脑溢血在昆明逝世，享年67岁。